# Трансполярная магистраль

Карта дороги с указанием построенных участков

Трансполя́рная магистра́ль — проект железной дороги от берегов Баренцева моря до побережья Охотского моря и до Чукотки. Как правило, в трансполярную магистраль включают города Мурманск и Архангельск в качестве крайних западных пунктов маршрута. Дорога не была закончена, построенные участки были соединены с железнодорожной сетью страны через Печорскую железную дорогу.
Трансполярная магистраль была задумана в 1928 году в рамках широкого обсуждения вариантов реализации проекта Великого Северного железнодорожного пути.
В 1947—1953 годах Главным управлением лагерей железнодорожного строительства (ГУЛЖДС) МВД СССР строился участок железнодорожного пути «Чум — Салехард — Коротчаево — Игарка». Дорога начинается на станции Чум за Северным полярным кругом, на участке «Елецкий — Харп» пересекает Полярный Урал. В настоящее время работающий участок заканчивается на станции Лабытнанги, далее проходит по болотистому северу Западно-Сибирской равнины. Конечный участок «Ермаково — Игарка» также находился за Северным полярным кругом.

## История строительства
Строительство началось в 1947 году. На сооружении дороги работало до 80 000 человек. В строительство было вложено 42 млрд рублей.

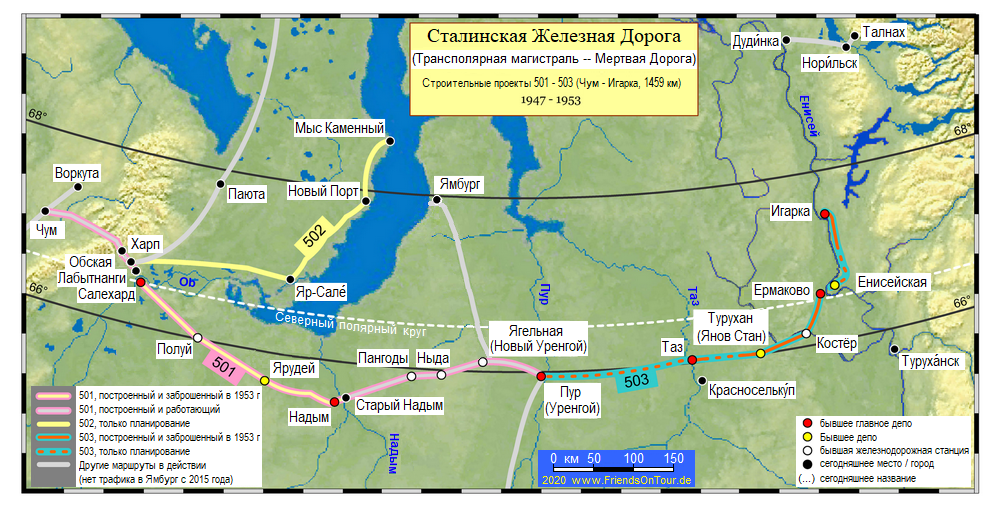
Карта с указанием построенных и планировавшихся участков

Для строительства трансполярной магистрали и её ответвлений 28 апреля 1947 года был создан Главк «Северное управление лагерей железнодорожного строительства», сокращённо «Северное упр. ГУЛЖДС» или «Северное упр. ж/д строительства МВД», подчинённый «Главному управлению лагерей железнодорожного строительства» МВД (ГУЛЖДС МВД).
Этому управлению в разное время подчинялись:
- Северо-Печорский ИТЛ (28.04.47—6.05.48);
- Северный железнодорожный ИТЛ (28.04.47—6.05.48);
- Обский ИТЛ (28.04.47—1.10.48);
- Берёзовский ИТЛ (6.05.48—1.10.48);
- Байдарский ИТЛ (6.05.48—1.10.48);
- Заполярный ИТЛ и Строительство 503 (6.05.48—?);
- Обский ИТЛ и Строительство 501 (5.02.49—12.02.54);
- Енисейский ИТЛ и Строительство 503 (5.02.49—12.11.49);
- Северное управления ИТЛ и Строительство 503 (управление).

### Берёзовский ИТЛ
Берёзовский ИТЛ Северного Упр. ГУЛЖДС или Березовлаг был организован 6 мая 1948 года и закрыт через четыре месяца (29.09.1948) с формулировкой «Ликвидировать… с 01.10.48, руководство… возложить [непосредственно] на Северное управление лагерей железнодорожного строительства». Центром дислокации являлись пристани Берёзов и Кодинск на реке Обь. Задачей лагеря были лесозаготовки для нужд Строительства 501 и Строительства 503 (изготовление шпал и другое). Численность заключённых не указана, но при организации ИТЛ было приказано перебросить 300 заключённых из Обского лагеря. Во главе стоял исполняющий обязанности начальника капитан И. А. Бейер.

### Байдарский ИТЛ
Байдарский ИТЛ или Байдарлаг был организован 6 мая 1948 и закрыт через четыре месяца (29.09.1948) с формулировкой «Ликвидировать… для оздоровления финансов… с 01.10.48, руководство… возложить [непосредственно] на Северное управление лагерей железнодорожного строительства». Центром являлась пристань Новый Порт на Ямале. Задачей лагеря было строительство восточного участка железно-дорожной линии от ст. Чум через Обское, Яр-Сале к Новому Порту. Численность заключённых не указана, но при организации ИТЛ было приказано перебросить 300 з/к из Обского лагеря. Начальником был назначен майор А. В. Артамонов..

### Заполярный ИТЛ и Строительство 503
Заполярный ИТЛ и Строительство 503 или Заполярлаг. 10 сентября 1947 года приказано в I-м квартале 1948 года организовать «Управление строительства порта и Заполярный ИТЛ (Заполярстрой МВД)». 6 мая 1948 года «Управление по строительству порта на м. Каменном и Заполярный ИТЛ, предусмотренные приказом 00954 МВД», приказано именовать «Заполярный ИТЛ и Строительство 503 ГУЛЖДС». По-видимому, ИТЛ именно с этого момента начал функционировать, как и другие новые лаг. управления СевУпрЛЖДС. Закрыт между 1 октября 1948 и 5 февраля 1949, так как был сохранён при реорганизации Северного управления лагерей железнодорожного строительства согласно Приказу № 0591 МВД от 29 сентября 1948 года, но отсутствует в Приказе № 00102 МВД от 5 февраля 1949 года.
- Центром являлось село Мыс Каменный на Ямале (Тюменская область). Задачей лагеря было строительство морского порта и судоремонтного завода Главсевморпути в Обской губе на м. Каменном.
- Численность заключённых не указана.
- Начальником был назначен капитан В. В. Самодуров (сначала с 06.05.1948 по 16.07.1948 как исполняющий обязанности).

Исследователи предполагают, что после выяснения невозможности строительства порта у Мыса Каменного и соответствующего изменения задачи Северному управлению лагерей железнодорожного строительства ГУЛЖДС, 5 февраля 1949 года на базе Заполярного ИТЛ и Стройки 503 был создан Енисейский ИТЛ и Строительство 503..
В 1947 году планировалось построить порт на Мысе Каменном (полуостров Ямал). Для этого требовалось построить туда железную дорогу от Печорской железной дороги, но строить морской порт начали одновременно с железной дорогой ещё до разработки самого проекта. Стройка была разделена на участки 501, 502, 503 и велась в отсутствие проекта по причине крайне малого срока, отведённого на строительство дороги. Проект разрабатывался одновременно со строительством лагерных пунктов вдоль предполагаемого маршрута дороги и одновременно с проведением земляных работ по отсыпанию полотна заключёнными ГУЛАГа, в результате чего проект корректировался по факту. Совет министров СССР 22 апреля 1947 года принял постановление № 1255-331-сс, в котором обязал МВД немедленно приступить к строительству крупного морского порта на мысе Каменный, судоремонтного завода и жилого посёлка, а также начать строительство железной дороги от Печорской магистрали к порту.
К концу 1947 года проектировщики пришли к выводу о необходимости строительства в первую очередь железной дороги к устью Оби, в районе посёлка Лабытнанги и расположенного на противоположном берегу Салехарда. Это открывало беспрепятственный транспортный выход в северную часть обширного Обь-Иртышского бассейна. Строительство морского порта на мысе Каменном предлагалось осуществить на следующем этапе, опираясь на подготовленную в районе Салехард — Лабытнанги строительно-техническую базу.
За 1947—1949 годы в районе будущего порта были построены 3 лагеря в посёлках Яр-Сале, Новый Порт и Мыс-Каменный. Заключённые соорудили из лиственницы пятикилометровый пирс, складские помещения. Островным порядком шло освоение трассы в районе ст. Песчаный Мыс на 426 км (пос. Яр-Сале). В начале 1949 года выяснилось, что акватория Обской губы слишком мелководна для океанских судов, и стало понятно, что искусственно углубить гавань невозможно (или нецелесообразно) по причине природных особенностей дна. Окончательно отказались от строительства порта на Мысе Каменный и проведения железной дороги к нему в 1949 году. Именно в этом году «502-я» стройка прервала возведение секретного объекта.
В 1948—1949 годах центр железнодорожного строительства в Сибири был окончательно перенесён на сооружение линии «Чум — Лабытнанги».
Впрочем, от самой идеи создания заполярного порта на трассе Севморпути не отказались. Над поиском нового места для строительства порта и судоремонтного завода работала целая комиссия. Было выдвинуто предложение перенести строительство порта в район Игарки, для чего требовалось продолжить линию «Чум — Лабытнанги» на восток до посёлка Ермаково на левом берегу Енисея. Игарский порт на правом берегу Енисея и будущий Ермаковский на противоположном берегу были бы примерно одинаково доступны для речных судов и крупного морского транспорта. Выход железной дороги на стык морских и речных коммуникаций обещал возможность создания в районе Игарка — Ермаково крупного транспортного узла. Экономически этот проект был более выгоден, чем предыдущий (северный). Развитие линии в восточном направлении создавало реальные предпосылки для установления надёжной транспортной связи северо-восточных районов Сибири с индустриальными центрами страны, для развития Норильского горно-металлургического комбината.
Постановлением Совета министров СССР № 384-135-сс от 29 января 1949 года место строительства порта было перенесено в Игарку, что и вызвало новое направление дороги: «Салехард — Игарка». 29 января 1949 года можно считать началом второго этапа возведения железной дороги «Чум — Салехард — Игарка» поскольку дорога приняла иное, отличное от первоначального замысла направление. Постановлением Совета министров СССР от 29 января 1949 года изыскания и проектирование морского порта в г. Игарка и комплекса сооружений при нём было поручено Главному управлению Северного морского пути (ГУСМП) при Совете Министров СССР.
Связь строителей с управлениями поддерживалась сначала по радио, а затем по столбовой телефонно-телеграфной линии, протянутой заключёнными от Салехарда до Игарки вдоль предполагавшейся трассы.

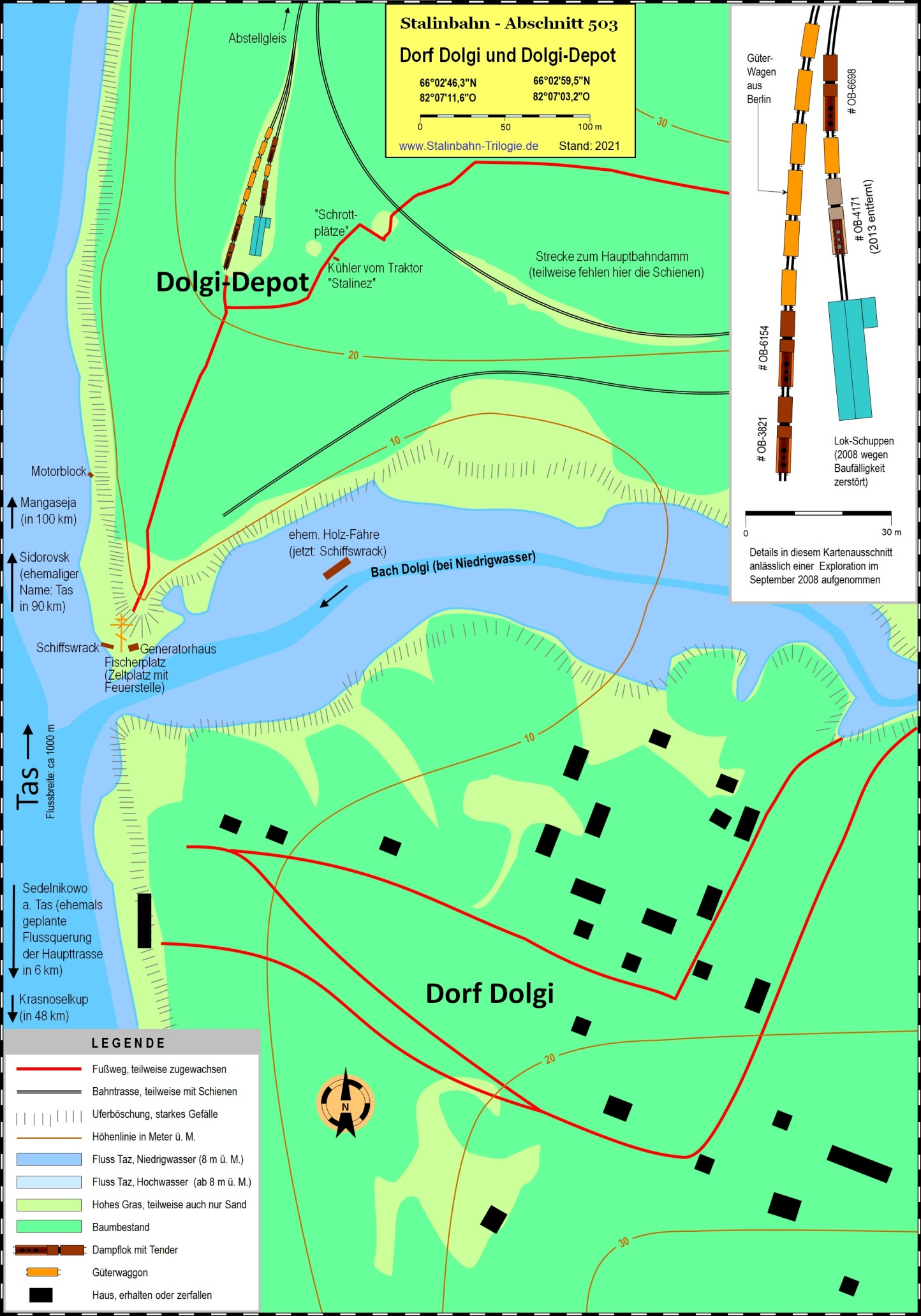
План депо Долгий, где остались заброшенные паровозы и вагоны

В марте 1953 года, после смерти И. В. Сталина, по инициативе вновь назначенного министром объединённого Министерства внутренних дел и государственной безопасности Л. П. Берия была объявлена амнистия. В СССР было освобождено около 1,2 млн заключённых и основная масса работавших на стройке. 25 марта 1953 правительство приняло решение о приостановке строительства и консервации железной дороги. Построенные участки оказались заброшенными.
Стоимость незавершённого капитального строительства было оценена в 1954 году в 1,8 млрд рублей.
Четыре железнодорожных парома («Надым», «Заполярный», «Северный» и «Чулым»), построенных по проектам 723-бис и 723-у использовались для переправы через р. Обь и р. Енисей, после закрытия стройки 501 и 503 некоторое время работали на нужды Севера.
Инфраструктура

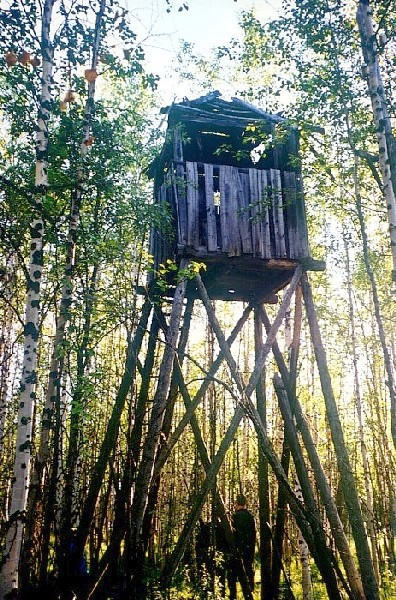
Сторожевая вышка одного из лагерей строителей дороги возле Енисея
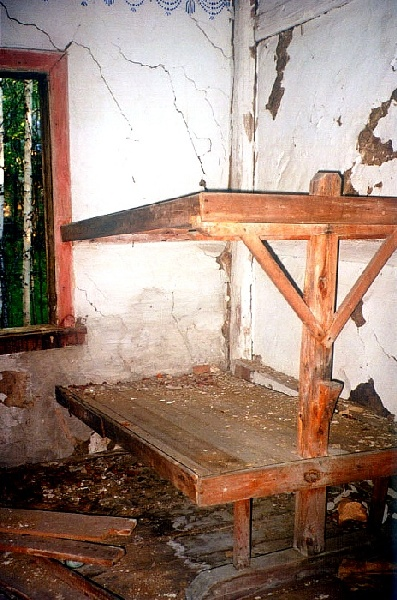
Нары в караульном помещении
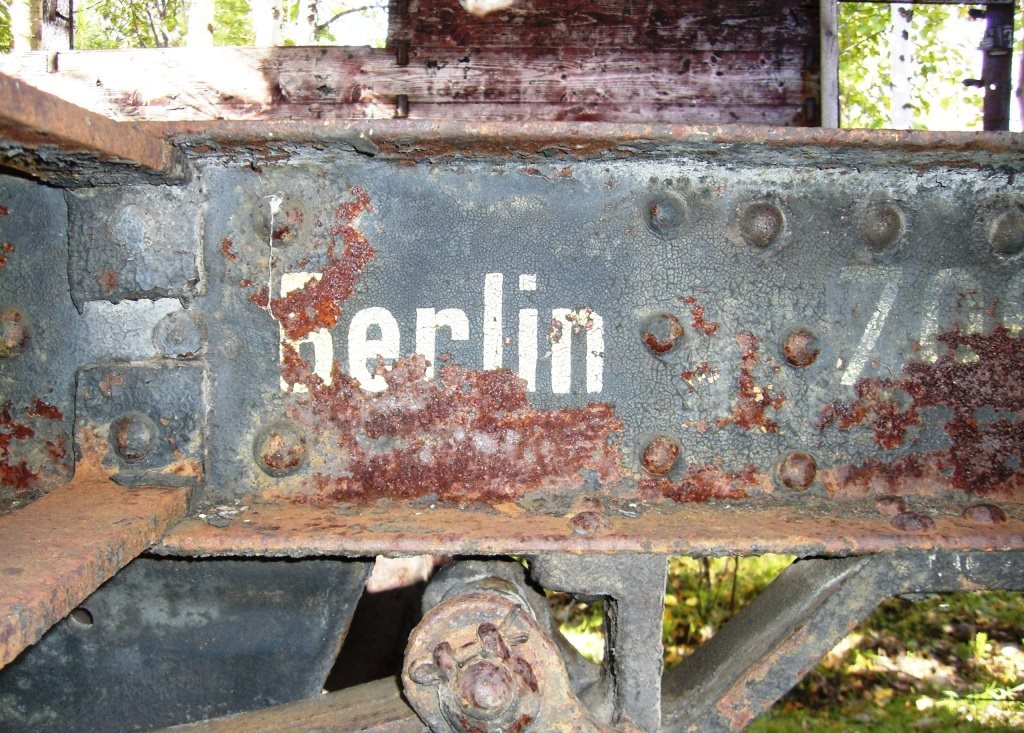
Имущество, вывезенное в СССР из Германии после войны
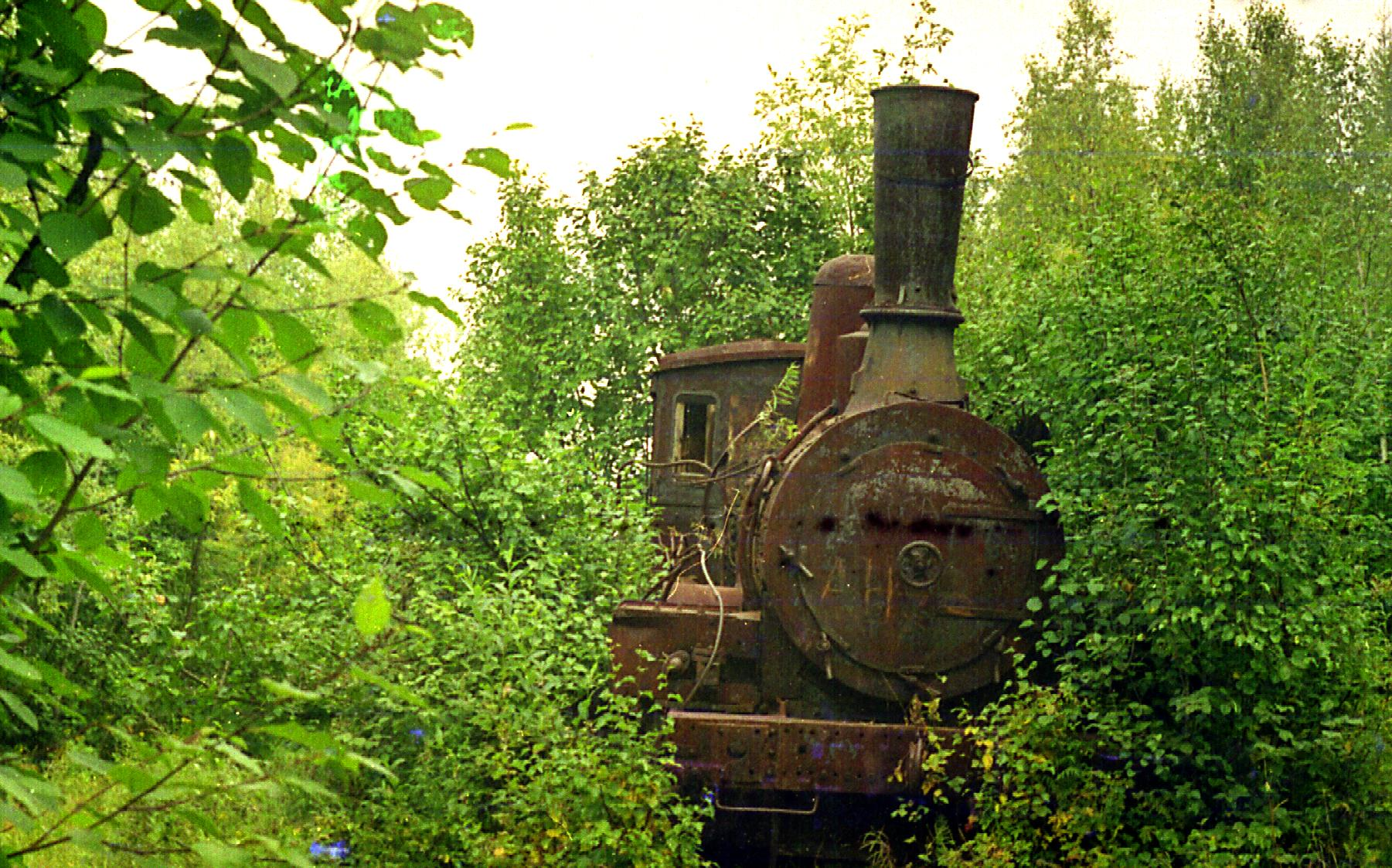
Паровоз, брошенный в Ермакове (фото 2004, позднее паровоз увезён)

Участок Чум — Коротчаево

Участок Чум — Пур

Участок Чум — Коротчаево (Пур) относился к стройке 501.
Участок Чум — Лабытнанги уцелел и сегодня входит в состав Северной железной дороги. Салехард находится неподалёку от Лабытнанги, на другом берегу реки Обь, через которую планируется построить мост.
В 1952 году был также построен мост через реку Надым. В его основании были деревянные свайные опоры, по которым были уложены металлические 11-метровые пакеты общей длиной около 300 м. Весной перед началом ледохода железнодорожный путь и пакеты убирались, а после его окончания укладывались обратно. Перерыв в движении составлял около полутора месяцев. К концу 1952 года строители вышли к реке Большая Хетта". Мост располагался там же, где сейчас строится мост в рамках проекта Урал Промышленный — Урал Полярный (65°33′14″ с. ш. 72°43′18″ в. д.). Скорее всего, это был временный мост. При Сталине это была распространённая технология, которая заключалась в том, что с приходом зимы сквозь лёд вбивались деревянные сваи, на которые укладывались пролётные балки. А перед весенним ледоходом балки снимались, иногда вынимались и сваи, если ледоход мог навредить сваям. После окончания ледохода мост восстанавливали, если, конечно, не требовалось пропускать суда. Например, точно такой же мост был построен в конце 1927 года через реку Припять, для чего потребовалось всего одна неделя. Ориентировочная длина этого моста была 250—350 м, если смотреть по карте. По другим данным, через реку Надым построили 13-пролётный мост длинной 560 м, давший возможность строителям выйти к началу 1953 года к реке Большая Хетта. Но 560 м тоже слишком малая цифра. Деревянный мост через реку Надым был полностью снесён лишь в 1970-е годы (при падении уровня реки сваи деревянного моста были видны и в начале 2000-х).
Участок Салехард — Надым с 1953 года и до начала строительства Северного широтного хода полностью заброшен. Тем не менее до начала 1990-х годов железная дорога использовалась связистами для обслуживания линии связи Салехард — Надым, пока линия связи не была упразднена. Состояние железнодорожного полотна к 1990 году можно оценить по отчёту экспедиции Антона Кротова в 1998 году. По словам Антона Кротова, вскоре после упразднения линии связи 92 км рельсов, начиная от Салехарда, собрала и вывезла какая-то фирма, позарившаяся на ценную Демидовскую сталь.
Старый Надым расположен на другом берегу реки Надым.
Участок Коротчаево — Игарка

Карта стройки 503, участок Пур — Игарка

Участок Коротчаево (Пур) — Игарка относился к стройке 503.
На правом берегу реки Пур расположен старый Уренгой, с которым железнодорожного сообщения нет. Между реками Пур и Турухан дорога не была достроена. Так, по некоторым данным, отделение в Долгом сумело построить порядка 15 километров трассы в сторону Ермаково, и ветку в Седельниково. Два других строительных отделения 503 стройки, располагавшиеся в Яновом Стане и Ермаково, к 1953 году соорудили участок протяжённостью 140 километров и открыли рабочее движение на нём, продвигаясь дальше на запад. К 1953 году уложено около 65 км полотна от Игарки на юг по направлению к станции Енисейская (напротив Ермаково).
В действительности на данный момент точная длина построенного участка от Игарки на юг по направлению к станции Енисейская (напротив Ермаково) неизвестна.
Есть три цифры — 50.2 км, 65 км и 43.2 км (10 км на юг от реки Сухариха).
Проложенные участки Янов Стан — Ермаково и 65 километров пути до Игарки сейчас полностью заброшены. В 1964 году со всего участка, проложенного вдоль правого берега реки Енисей от г. Игарка и на юг по направлению к станции Енисейская (напротив Ермаково), были сняты рельсы для нужд Норильского комбината.
Участок Надым — Пангоды — Новый Уренгой — Коротчаево до 2010 года

Карта линий Ямальской железнодорожной компании. Линия Надым — Новый Уренгой — Коротчаево построена по трассе Трансполярной магистрали

Участок от Пура (ныне ст. Коротчаево) до Надыма был восстановлен Министерством нефтяной и газовой промышленности по облегчённым нормам в 1970-х годах. В 1971—1972 годах трест Севергазстрой для обеспечения доставки своих грузов восстановил, и частично построил участок законсервированной железной дороги длиной 52 км от правого берега реки Надым до ст. Хетта.
На участке Пангоды — Новый Уренгой (бывш. Ягельная), с момента восстановления в 1970-х существует грузо-пассажирское движение.
Первые годы эта линия была изолированой, подвижной состав завозился по реке. В начале 1981 года с юга Тюменской области к Коротчаево подошла железная дорога из Сургута, ещё ранее связанного с Тюменью. 

В начале 1980-х годов возобновили строительство железнодорожной линии Коротчаево — Новый Уренгой — Пангоды — Старый Надым, заказчиком которой выступил МПС, а подрядчиком — Минтрансстрой. Линия протяжённостью в 300 км строилась за счёт государственных средств, выделенных на развитие газовых месторождений. В 1989 году эта стройка была законсервирована, несмотря на то что готовность по некоторым объектам достигала 90 %. — 
В 1983 году начиналась временная эксплуатация участка Надым — Коротчаево, а в 1986 году — временная эксплуатация участка Уренгой — Ямбург. В 1990 году финансирование было остановлено. К этому моменту дорога Надым — Коротчаево не была доведена до требуемых условий. Состояние пути с каждым годом ухудшается, и по этой причине в 1996 году МПС России было вынуждено прекратить движение пассажирских поездов на всём участке. На участке Старый Надым — Пангоды пассажирского сообщения до 2007 года, судя по всему, никогда не было. После 1996-го на участке Старый Надым — Коротчаево продолжали ходить грузовые поезда несмотря на то, что происходили сходы с рельсов. В таком состоянии дорога находилась вплоть до 1997 года. В 1997-м на участке Старый Надым — Пангоды был произведён выборочный ремонт. В какое состояние привели дорогу — неизвестно, как и то, в каком состоянии пребывала вся дорога Старый Надым — Коротчаево в период с 1997 до 2003 года. Вероятно, что какое-то время там ходили грузовые поезда без пассажирских вагонов, причём на участке Старый Надым — Пангоды грузо-пассажирское движение в это время, могло полностью отсутствовать. В 2002 году должны были отремонтировать всю дорогу от Пангоды до Старого Надыма, но не отремонтировали: на 2005 год грузо-пассажирское движение было только на участке Коротчаево — Пангоды, а от посёлка Правохеттинский до Надыма путь был частично разобран. Участок Коротчаево — Новый Уренгой был введён в постоянную эксплуатацию в 2003 году: это означает возобновление пассажирского сообщения (после прекращения в 1996 году) и появление надёжных регулярных грузовых перевозок. На участке Пангоды — Старый Надым в период с 2008 по 2011 год осуществляется грузовое сообщение железнодорожным транспортом, регулярно приходят вагоны с продовольствием и промышленными товарами, пассажирские перевозки отсутствуют. Пассажирское движение на отрезке Старый Надым — Пангоды было в 2007, 2008 году, и отсутствовало в 2010-м.
В 2018 году начато строительство Северного широтного хода.
Станции
Ниже приведена таблица крупных станций дороги.
| Станция Трансполярной ж.д. | Современное поселение | Регион в н. вр. | Стройка      | Статус участка на конец 1953 года | Расстояние от Чума, км | Примечание     | Координаты                      |
| -------------------------- | --------------------- | --------------- | ------------ | --- | ---------------------- | -------------- | ------------------------------- |
| Чум                        | Чум                   | Коми            | 501          | СЖД К концу 1948 года было открыто рабочее движение до станции «Обская» и ветка до Лабытнанги Принята в постоянную эксплуатацию в 1955. | 0                      |                | 67°05′ с. ш. 63°10′ в. д.       |
| Елецкая                    | Елецкий               | Коми            | 501          | СЖД К концу 1948 года было открыто рабочее движение до станции «Обская» и ветка до Лабытнанги Принята в постоянную эксплуатацию в 1955. | 51                     |                |                                 |
| Собь                       | Собь                  | ЯНАО            | 501          | СЖД К концу 1948 года было открыто рабочее движение до станции «Обская» и ветка до Лабытнанги Принята в постоянную эксплуатацию в 1955. | 118                    |                |                                 |
| Харп                       | Харп                  | ЯНАО            | 501          | СЖД К концу 1948 года было открыто рабочее движение до станции «Обская» и ветка до Лабытнанги Принята в постоянную эксплуатацию в 1955. | 153                    |                | 66°48′ с. ш. 65°48′ в. д.       |
| Обская                     | Обская                | ЯНАО            | 501          | СЖД К концу 1948 года было открыто рабочее движение до станции «Обская» и ветка до Лабытнанги Принята в постоянную эксплуатацию в 1955. | 180                    |                |                                 |
| Лабытнанги                 | Лабытнанги            | ЯНАО            | 501          | СЖД К концу 1948 года было открыто рабочее движение до станции «Обская» и ветка до Лабытнанги Принята в постоянную эксплуатацию в 1955. | 195                    |                | 66°40′ с. ш. 66°25′ в. д.       |
| Река Обь                   | Река Обь              | Река Обь        | Река Обь     | В 1952 году готовилась железнодорожная паромная переправа. К осени (зиме?) 1951 года в Салехард прибыл ж/д паром «Заполярный» (проект 723-бис) |                        | 1,8 км         |                                 |
| Салехард                   | Салехард              | ЯНАО            | 501          | В августе 1952 года от Салехарда до Надыма было открыто рабочее движение поездов, в том числе и пассажирское | 211                    | Основное депо  | 66°32′ с. ш. 66°36′ в. д.       |
| Янгиюган                   |                       | ЯНАО            | 501          | В августе 1952 года от Салехарда до Надыма было открыто рабочее движение поездов, в том числе и пассажирское |                        |                | 66°04′ с. ш. 68°29′ в. д.       |
| Полуй                      | Полуй                 | ЯНАО            | 501          | В августе 1952 года от Салехарда до Надыма было открыто рабочее движение поездов, в том числе и пассажирское |                        |                |                                 |
| Ярудей                     |                       | ЯНАО            | 501          | В августе 1952 года от Салехарда до Надыма было открыто рабочее движение поездов, в том числе и пассажирское |                        | Оборотное депо | 65°49′58″ с. ш. 70°48′24″ в. д. |
| Надым                      | Надым                 | ЯНАО            | 501          | В августе 1952 года от Салехарда до Надыма было открыто рабочее движение поездов, в том числе и пассажирское | 557                    | Основное депо  | 65°32′ с. ш. 72°31′ в. д.       |
| Река Надым                 | Река Надым            | Река Надым      | Река Надым   | В 1952 году построили мост длиной 560 метров (правда не ясно как возможно построить такой короткий мост (560 м) через реку Надым) |                        |                |                                 |
| Старый Надым               | Старый Надым          | ЯНАО            | 501          | «К 1953 году рабочее движение уже осуществлялось на участке Салехард — Надым и далее до 620 км. <…> на участке 620—640 км было отсыпано земляное полотно» 620-й км — это правый берег реки Правая Хетта. С 2003 года в аренде у ЯЖДК | 585                    |                | 65°36′13″ с. ш. 72°41′20″ в. д. |
| Пангоды                    | Пангоды               | ЯНАО            | 501          | «К 1953 году рабочее движение уже осуществлялось на участке Салехард — Надым и далее до 620 км. <…> на участке 620—640 км было отсыпано земляное полотно» 620-й км — это правый берег реки Правая Хетта. С 2003 года в аренде у ЯЖДК | 680                    |                | 65°55′ с. ш. 74°50′ в. д.       |
| Ныда                       | Ныда                  | ЯНАО            | 501          | «К 1953 году рабочее движение уже осуществлялось на участке Салехард — Надым и далее до 620 км. <…> на участке 620—640 км было отсыпано земляное полотно» 620-й км — это правый берег реки Правая Хетта. С 2003 года в аренде у ЯЖДК | 747                    |                | 65°59′ с. ш. 75°45′ в. д.       |
| Ягельная                   | Новый Уренгой         | ЯНАО            | 501          | «К 1953 году рабочее движение уже осуществлялось на участке Салехард — Надым и далее до 620 км. <…> на участке 620—640 км было отсыпано земляное полотно» 620-й км — это правый берег реки Правая Хетта. С 2003 года в аренде у ЯЖДК | 793                    |                | 66°05′ с. ш. 76°38′ в. д.       |
| Река Пур                   | Река Пур              | Река Пур        | Река Пур     | Планировалось строительство моста |                        | 550 м          |                                 |
| Пур                        | Уренгой               | ЯНАО            | 503          | Между реками Пур и Таз к 1953 году не было отсыпано полотно и не было мостов | 875                    | Основное депо  | 65°58′20″ с. ш. 78°22′03″ в. д. |
| Водораздельная             |                       | ЯНАО            | 503          | Между реками Пур и Таз к 1953 году не было отсыпано полотно и не было мостов |                        |                |                                 |
| Река Таз                   | Река Таз              | Река Таз        | Река Таз     | В 1953 г. шла подготовка к строительству моста |                        |                |                                 |
| пос. Таз                   | Седельниково          | ЯНАО            | 503          | К 1953 году рельсы были только на двух участках: 1) ок. 15 км главной дороги от депо Таз(Долгий) в восточном направлении 2) ок. 36 км дорог от р. Турухан в западном направлении (до р. Блудная). В 1964 году рельсы с этого участка были сняты для нужд Норильска. — между этими двумя участками дорога не построена, полотно тоже не отсыпано. |                        |                | 66°00′25″ с. ш. 82°10′55″ в. д. |
| Депо «Долгий» («Таз»)      |                       | ЯНАО            | 503          | К 1953 году рельсы были только на двух участках: 1) ок. 15 км главной дороги от депо Таз(Долгий) в восточном направлении 2) ок. 36 км дорог от р. Турухан в западном направлении (до р. Блудная). В 1964 году рельсы с этого участка были сняты для нужд Норильска. — между этими двумя участками дорога не построена, полотно тоже не отсыпано. |                        | Основное депо  | 66°02′59″ с. ш. 82°07′03″ в. д. |
| Катараль (Катарань)        |                       | ЯНАО            | 503          | К 1953 году рельсы были только на двух участках: 1) ок. 15 км главной дороги от депо Таз(Долгий) в восточном направлении 2) ок. 36 км дорог от р. Турухан в западном направлении (до р. Блудная). В 1964 году рельсы с этого участка были сняты для нужд Норильска. — между этими двумя участками дорога не построена, полотно тоже не отсыпано. |                        | Оборотное депо |                                 |
| Турухан                    | Янов Стан             | Красн. край     | 503          | К 1953 году рельсы были только на двух участках: 1) ок. 15 км главной дороги от депо Таз(Долгий) в восточном направлении 2) ок. 36 км дорог от р. Турухан в западном направлении (до р. Блудная). В 1964 году рельсы с этого участка были сняты для нужд Норильска. — между этими двумя участками дорога не построена, полотно тоже не отсыпано. |                        | Оборотное депо | 65°59′17″ с. ш. 84°18′33″ в. д. |
| Река Турухан               | Река Турухан          | Река Турухан    | Река Турухан | В 1953 г. строился мост По одним данным его опоры были полностью возведены, но не закончен монтаж ферм. По другим данным не все опоры были возведены: было возведено три опоры, было возведено четыре опоры |                        |                |                                 |
| Костёр                     |                       | Красн. край     | 503          | В 1964 году рельсы с этого участка были сняты для нужд Норильска: «Таким путём к 1964 году, со слов руководителя этой экспедиции (фамилию его забыл), были сняты рельсы с участка дороги протяжённостью 300 км». От р. Блудной до п. Ермаково осталось четыре небольших участка неразобранной дороги общей длиной около 20 км (на 1998-й г.).    |                        |                | 66°09′ с. ш. 85°40′ в. д.       |
| Ермаково                   | Ермаково              | Красн. край     | 503          | В 1964 году рельсы с этого участка были сняты для нужд Норильска: «Таким путём к 1964 году, со слов руководителя этой экспедиции (фамилию его забыл), были сняты рельсы с участка дороги протяжённостью 300 км». От р. Блудной до п. Ермаково осталось четыре небольших участка неразобранной дороги общей длиной около 20 км (на 1998-й г.).    | 1132 км от Салехарда   | Основное депо  | 66°35′ с. ш. 86°12′ в. д.       |
| Река Енисей                | Река Енисей           | Река Енисей     | Река Енисей  | В 1952-м готовилась железнодорожная паромная переправа. В конце 1951 года в Игарку прибыл ж/д паром «Надым» (проект 723-бис) |                        |                |                                 |
| Енисейская                 |                       | Красн. край     | 503          | В 1964 году рельсы с этого участка были сняты для нужд Норильска. |                        | Оборотное депо | 66°35′23″ с. ш. 86°18′55″ в. д. |
| Игарка                     | Игарка                | Красн. край     | 503          | В 1964 году рельсы с этого участка были сняты для нужд Норильска. | Пур-Игарка 590 км      | Основное депо  | 67°28′ с. ш. 86°35′ в. д.       |

## Современное состояние

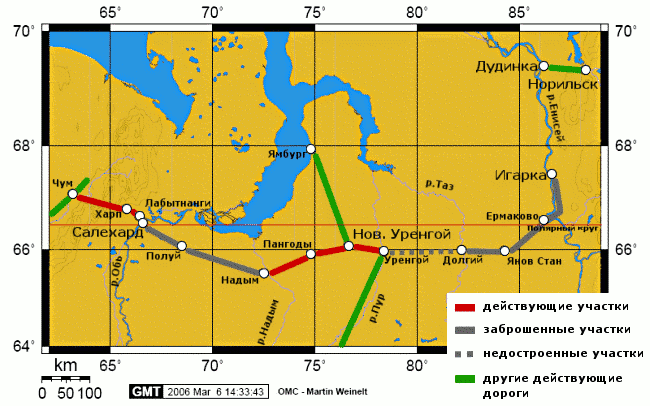
Схема линии с указанием построеных участков

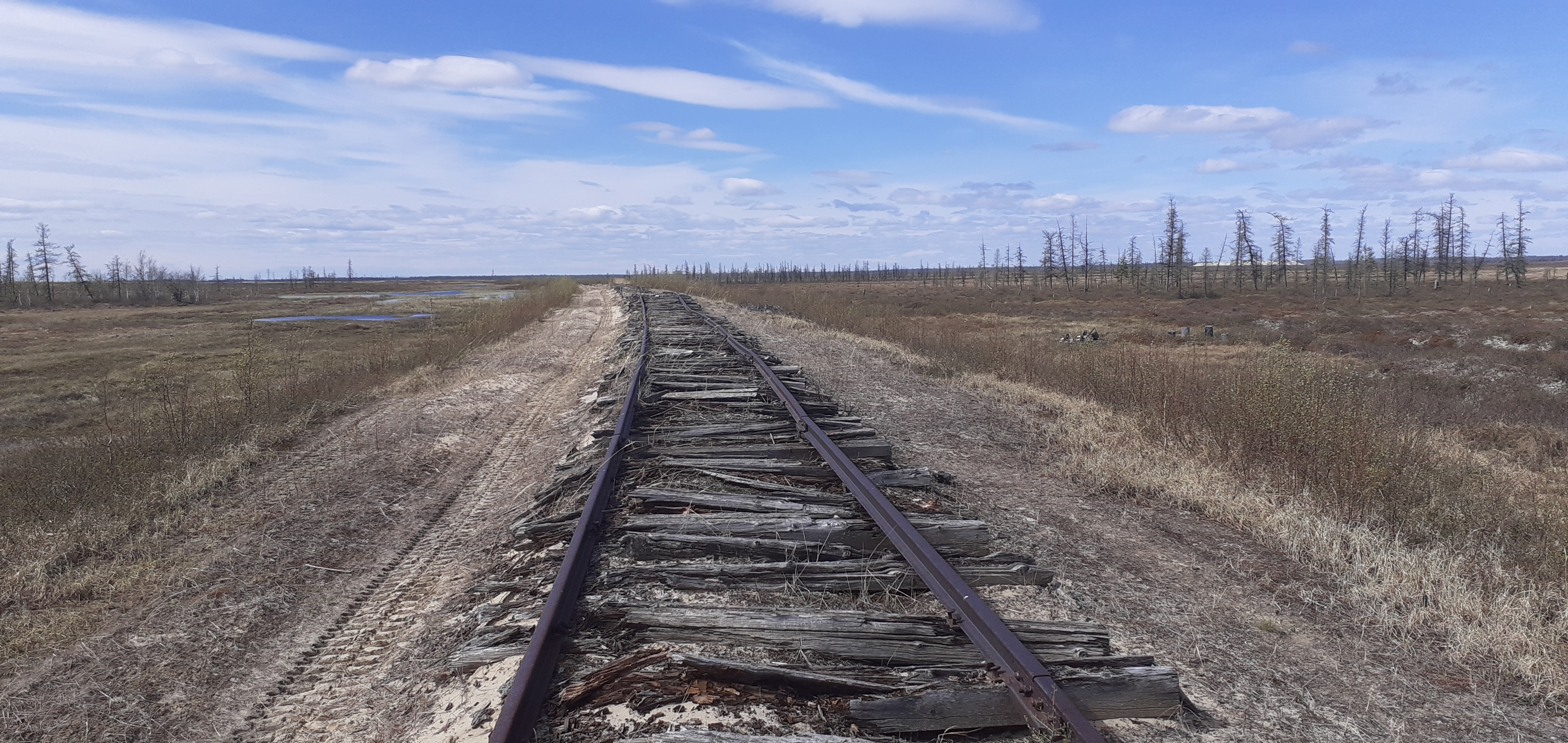
Трансполярная магистраль 2021 г. Перегон Салехард—Надым

В июне 1966 года в районе прохождения магистрали было открыто тогда второе (теперь третье) по величине в мире Уренгойское газовое месторождение. С развитием газовой добычи в ЯНАО и возникновением целых городов вроде Нового Уренгоя, некоторые участки вновь обрели значение. С 2001-го по 2005 год стали появляться планы по восстановлению дороги. Последним и окончательным планом является проект «Урал промышленный — Урал Полярный», в рамках которого Трансполярная магистраль приобрела новое название — «Северный широтный ход».
По состоянию на 2009 год некоторые части дороги заброшены или недостроены; некоторые активно используются различными организациями.
Станция Новый Уренгой принадлежит Свердловской железной дороге, как и станция Коротчаево. Этот участок дороги доходит до реки Пур и возле Коротчаево поворачивает на юг в сторону Тюмени.
Для развития направления Салехард — Коротчаево, а также Новый Уренгой — Ямбург, в 2003 году администрациями ЯНАО и Свердловской железной дороги была создана ОАО «Ямальская железнодорожная компания».
Новый совмещённый автомобильный и железнодорожный мост через реку Надым, строившийся с 2011 года, был открыт в сентябре 2015 года, но исключительно как автомобильный..

## Трансполярная магистраль в литературе
- Стихи Лазаря Шерешевского, написанные во время заключения, опубликованы в отдельной главе книги Стройка № 503 (1947—1953) Документы. Материалы. Исследования. Вып. 1. Красноярск, «Гротеск», 2000.
- Владимир Фролович Пентюхов (31 июля 1927 — 4 сентября 2009[56]), журналист, краевед, поэт и прозаик, во времена строительства 501 и 503 — солдат срочной службы МВД, оставил после себя несколько книг, среди которых «Енисейские сказы», «Как поймать на уху», «Песни узников» и документальные «Пленники печальной судьбы», «Раб красного погона». См. о нём[57]
- Стихи Серго Виссарионовича Ломинадзе, сына Виссариона Виссарионовича:
- Другие поэты и писатели, писавшие о 501-й и 503-й:
  - Владимир Микушевич[58]
  - Михаил Дёмин
  - Побожий Александр
  - Платон Набоков (род. 27.07.1922 г.)
- 501-й стройке посвящено одноимённое стихотворение Александра Розенбаума «Пятьсот первая стройка», включённое в альбом «Нью-Йоркский концерт» (1987)[59]
- 503-я стройка подробно описывается в романе Виктора Ремизова «Вечная мерзлота».[60]

## Комментарии
1. ↑  В пределах Западной Сибири полярный маршрут проходил через низовья Оби (с пунктами возможного перехода реки от Обдорска, ныне Салехарда, до Берёзова) к низовьям или среднему течению Енисея (Дудинка, Туруханск, Осиновский порог). Далее он выходил на Якутск и к побережью Охотского моря. На западе он давал выход к северным портам: Мурманску и Архангельску. Одной из его задач считалась поддержка и/или обход тяжёлого участка Северного морского пути, расположенного в Карском море. Северный вариант проходил через сложившиеся торговые центры Тобольск (Сургут), Томск, Енисейск, Киренск. Начинался он также в северных портах, а заканчивался, пройдя по южной Якутии через золотоносные районы, в устье Амура или другом удобном для будущего судоходства пункте побережья Татарского пролива (теперь это — Де-Кастри, Советская Гавань, Ванино). В списке его задач одной из главных называлось освоение огромных богатств Севера. Не менее важным (как и для полярного маршрута) с точки зрения сибирских промышленников было обеспечение выхода на мировые рынки в обход «барышников» центральной России[4].
2. ↑  По другим данным, на прокладке магистрали Салехард — Игарка работало более 100 000 человек. Приближённые Сталина понимали, что эта железнодорожная линия не имеет большого экономического значения, и уже через несколько дней после его смерти остановили строительство[7].
3. ↑  Не следует путать с Березовлагом, он же Березовзолото, существовавшим с 18.02.1947 по 28.04.1948 в Свердловской области[10], и с Березовлагом или Березовским ЛО, дислоцированном на станции Пулозеро в Мурманской области с 14.08.1954 по 26.12.1956[11].
4. ↑  Не следует путать с Заполярным ИТЛ и Строительством 301, он же Заполярлаг или Полярный ИТЛ, существовавшим с 12.03.1941 по 25.01.1942, занятого постройкой порта у пролива Югорский Шар и дорог к нему[14].
5. ↑  Летом 2003 года строительство бывшей Полярной железной дороги возобновилось. На участке дороги от Нового Уренгоя до Коротчаево, где в 1953 году остановилась 501-я стройка, рабочие закрепили шпалы, выправили накренившиеся столбы, рядом со старыми путями, которые укладывали заключённые полвека назад, уложили новые.

15 сентября 2003 года полномочный представитель президента РФ в Уральском федеральном округе П. Латышев и губернатор ЯНАО Ю. Неелов торжественно открыли пассажирское движение по железной дороге от Коротчаево до станции Новый Уренгой, а также проводили в путь новый фирменный поезд «Ямал» Новый Уренгой — Москва.[36]
6. ↑  "Ежегодно, с началом таяния снега и льда, временно прекращается автомобильное движение через реки Надым и Правая Хетта. Для надымчан, которые выезжают в отпуск на личном автотранспорте или едут железной дорогой, становится проблемой добраться до Нового Уренгоя. Отпускной сезон уже начался, поэтому администрация Надымского района вышла на руководство «Ямальской железнодорожной компании» с просьбой рассмотреть возможность отправки надымчан из Старого Надыма до Пангод. Генеральный директор ОАО «Ямальская железнодорожная компания» Якоб Крафт принял решение о включении в состав поезда № 5001/5002 пассажирского вагона. Уже с 1 мая надымчане смогут воспользоваться возможностью доехать по железной дороге из Старого Надыма до Пангод и обратно. Билеты можно приобрести непосредственно в вагоне у проводников. Движение поезда № 5001/5002 осуществляется в соответствии со следующим графиком: <…>[38]
7. ↑  Мост через реку Турухан — наиболее значительное сооружение — не закончен. Были возведены береговые устои, выведены на рабочие отметки три речные бетонные опоры..[50]
8. ↑  Остаётся неясным, были возведены все опоры моста или строительство было прервано после возведения четырёх опор и береговых устоев. Из снимков видно, что существующие опоры едва успели достроить — на них не снята опалубка. Известно, что практика мостостроения допускает поочерёдное возведение опор, начиная с тех, которые ближе к берегу. Дальние опоры строятся в последнюю очередь[52].